# Cosmocampus albirostris
Cosmocampus albirostris és una espècie de peix de la família dels singnàtids i de l'ordre dels singnatiformes.

## Morfologia
- Els mascles poden assolir 20 cm de longitud total.[3][4]

## Reproducció
És ovovivípar i el mascle transporta els ous en una bossa ventral, la qual es troba a sota de la cua.

## Hàbitat
És un peix marí de clima tropical i associat als esculls de corall que viu entre 0-50 m de fondària.

## Distribució geogràfica
Es troba des del nord-est de Florida, el nord del Golf de Mèxic i les Bahames fins a Curaçao i el sud-est del Brasil.